# 瓦达库瓦利尤尔
瓦达库瓦利尤尔（Vadakkuvalliyur），是印度泰米尔纳德邦Tirunelveli县的一个城镇。总人口24020（2001年）。

## 人口
该地2001年总人口24020人，其中男性11786人，女性12234人；0—6岁人口2606人，其中男1373人，女1233人；识字率77.44%，其中男性为81.72%，女性为73.33%。